# Journal of Transition Medicine
Das Journal of Transition Medicine, kurz J. Transition. Med. oder JTM, ist eine seit 2019 kontinuierlich publizierte, englischsprachige, multi-disziplinäre Peer-Review-Fachzeitschrift. Die Zeitschrift ist das offizielle Organ der Gesellschaft für Transitionsmedizin und erscheint mit Open-Access-Lizenz im Walter de Gruyter Verlag.

## Inhalt und Ausrichtung
JTM ist weltweit die erste interdisziplinäre Zeitschrift, die sich exklusiv dem fachübergreifenden Gebiet der Transitionsmedizin widmet.
Es werden Ergebnisse grundlegender Forschungsarbeiten aus den Bereichen der Bio- und Verhaltenswissenschaften bis hin zum öffentlichen Gesundheitswesen und Politik veröffentlicht.
Die Herausgeber der Zeitschrift möchten jungen Menschen mit chronischen Krankheiten während des Übergangs von der Pädiatrie zur Erwachsenenmedizin eine bessere medizinische Versorgung ermöglichen. Neben Medizin werden auch alle Disziplinen, die mit transitionaler Pflege betraut sind oder daran arbeiten diese zu verbessern – Soziologie, Psychologie, Sozialarbeit, Krankenpflege und Forschung im Gesundheitswesen – abgebildet.
In der Zeitschrift werden sowohl wissenschaftlichen Originalarbeiten (Original Articles) als auch Reviews, Case Reports, Opinion Paper, Guidelines, Recommendations, Letter to the Editor & Reply und Editorials veröffentlicht.

## Geschichte
Chefredakteure des JTM sind seit der Gründung Martina Oldhafer und Lars Pape.